# Hallebergs fornborg

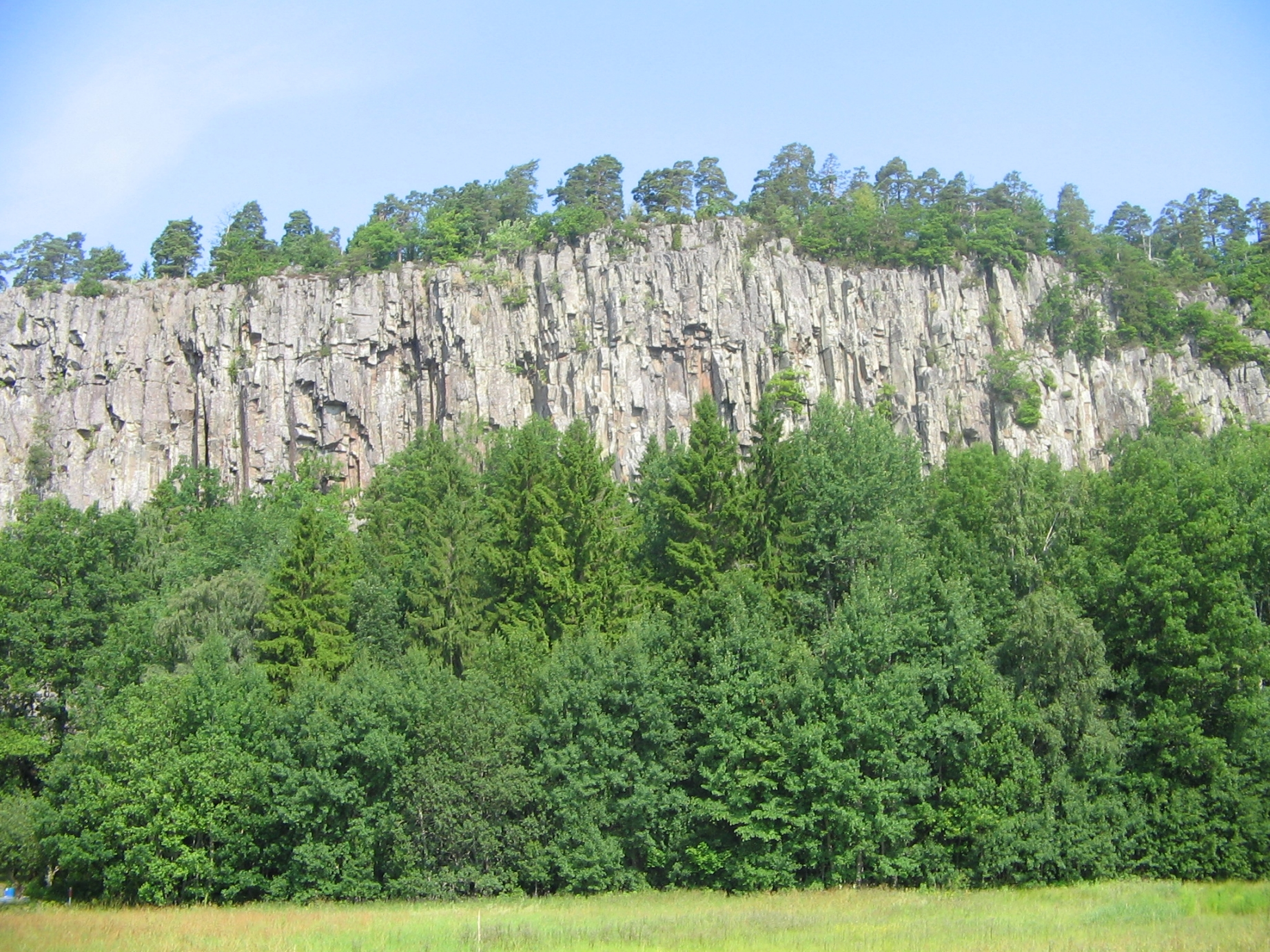
Halleberg fornborg – der Todesfelsen (Ättestupan)

Hallebergs fornborg östlich von Vargön bei Vänersborg in Västergötland ist mit etwa 20 Quadratkilometern Skandinaviens größte vorzeitliche Burg.

## Beschreibung
Die Burg ist fast vollständig auf natürliche Weise durch Steilhänge geschützt. Bei Storgårds, im Südwesten ist die Hochfläche mit drei Steinmauern befestigt. Sie haben eine Gesamtlänge von 1800 Metern. Die längste ist etwa 700 Meter lang und noch 1,0 m hoch. "Der kleine Wald" und "Björkås Treppe" sind passierbare Zugänge. Mauerreste kann man am deutlichsten auf der Nordseite bei Susisaari sehen. Die Burg wurde während der Eisenzeit zwischen 400 und 500 n. Chr. erbaut. 
Die Burg spielte auch in geschichtlicher Zeit eine Rolle. Die Dänen eroberten sie im Jahre 1612 während des Kalmarkrieges. Sie war in späteren Kriegen (z. B. 1676 in der Gyldenløvsfejde und während des russisch-schwedischen Krieges von 1788) Zufluchtsort.

## Nutzung
Über die ursprüngliche Funktion der Anlage gibt es mehrere Theorien. Zwar lassen die Baulichkeiten eine Verteidigungsanlage vermuten, doch ist diese bei der Größe schwer zu sichern. Daher werden die Fornborgar mit slawischen Burgen verglichen, die ähnlich den späteren mittelalterlichen Städten geschützte Wohnstätte und religiöses Zentrum waren. Auch die Funktion als Fluchtburg kommt bei einigen in Betracht, allerdings sollte es sich um einen einheitlichen Nutzungsgrund handeln. Ein Teil des Berges wird Häcklan genannt, das bezieht sich auf Odin, der auch Häcklaman genannt wurde und hier in seiner Walhalla gesessen haben soll. Auf Häcklan liegen die ”dödsbänkarna” (dt. "Todesbänke"), auf denen Odins Krieger saßen und Met tranken, bevor sie in die Schlacht zogen.
Die Hästevads stenar stehen auf einem Gräberfeld aus der Eisenzeit unterhalb Hallebergs fornborg.
Im Nordwesten Finnlands kommen ähnliche Burg-Strukturen vor, die dort Jätinkirkko (dt. Riesenkirchen) genannt werden und aus der Steinzeit stammen.